# 162 (tal)
162 är det naturliga talet som följer 161 och som följs av 163.

## Inom vetenskapen
- 162 Laurentia, en asteroid

## Inom matematiken
- 162 är ett jämnt tal
- 162 är ett ymnigt tal
- 162 är ett Harshadtal
- 162 är ett Praktiskt tal.